# Donax
Donax is een geslacht van kleine, in zee levende tweekleppigen uit de familie van de Donacidae (Zaagjes). De schelpen uit dit geslacht hebben ongeveer een driehoekige vorm. De schelpen zijn meestal glad en kunnen fraai gekleurd zijn.

## Ecologie
De soorten uit het geslacht Donax leven meestal verticaal in het zand, zowel aan tropische als aan gematigde kustlijnen. Soms komen ze in grote aantallen voor. Wanneer deze kleine tweekleppige schelpdieren uit het zand worden gespoeld door de golfslag, kunnen ze zich vrij snel weer ingraven. In het zand filteren de soorten voedingsdeeltjes uit het zeewater. Sommige soorten, zoals Donax variabilis, bewegen zich door het zand op basis van de getijden.

## Soorten
- Donax acutangulus (Reeve, 1854)
- Donax aperittus Melvill, 1897
- Donax asper Hanley, 1845
- Donax assimilis Hanley, 1845
- Donax baliregteri M. Huber, 2012
- Donax bertini Pilsbry, 1901
- Donax bipartitus Sowerby III, 1892
- Donax brazieri E. A. Smith, 1892
- Donax bruneirufi M. Huber, 2012
- Donax burnupi Sowerby III, 1894
- Donax caelatus Carpenter, 1857
- Donax californicus Conrad, 1837
- Donax carinatus Hanley, 1843
- Donax clathratus Reeve, 1855
- Donax columbella Lamarck, 1818
- Donax culter Hanley, 1845
- Donax cumingii Dunker, 1853
- Donax cuneatus Linnaeus, 1758
- Donax deltoides Lamarck, 1818
- Donax denisi Fischer-Piette, 1942
- Donax denticulatus Linnaeus, 1758
- Donax dentifer Hanley, 1843
- Donax domaini Cosel, 1995
- Donax ecuadorianus Olsson, 1961
- Donax erythraeensis Bertin, 1881
- Donax faba Gmelin, 1791
- Donax fossor Say, 1822
- Donax francisensis (Cotton & Godfrey, 1938)
- Donax gemmula Morrison, 1971
- Donax gouldii Dall, 1921
- Donax gracilis Hanley, 1845
- Donax grasi M. Huber, 2010
- Donax hanleyanus Philippi, 1847
- Donax impar Hanley, 1882
- Donax incarnatus Gmelin, 1791
- Donax introradiatus Reeve, 1855
- Donax kindermanni (Philippi, 1847)
- Donax kiusiuensis Pilsbry, 1901
- Donax listeri Hanley, 1882
- Donax lubricus Hanley, 1845
- Donax madagascariensis W. Wood, 1828
- Donax nitidus Deshayes, 1855
- Donax obesulus Reeve, 1854
- Donax obesus d'Orbigny, 1845
- Donax owenii Hanley, 1843
- Donax parengarengaensis Eagle, 2000 †
- Donax paxillus Reeve, 1854
- Donax phariformis Cosel, 1995
- Donax pulchellus Hanley, 1843
- Donax punctatostriatus Hanley, 1843
- Donax purpurascens (Gmelin, 1791)
- Donax pusillus Philippi, 1849
- Donax rothi Coan, 1983
- Donax rugosus Linnaeus, 1758
- Donax saigonensis Crosse & Fischer, 1864
- Donax saxulum Reeve, 1855
- Donax scalpellum Gray, 1825
- Donax scortum (Linnaeus, 1758)
- Donax sebae Cecalupo, Buzzurro & Mariani, 2008
- Donax semigranosus Dunker, 1877
- Donax semistriatus Poli, 1795
- Donax semisulcatus Hanley, 1843
- Donax serra Röding, 1798
- Donax siliqua Römer, 1870
- Donax simplex Sowerby III, 1897
- Donax sordidus Hanley, 1845
- Donax souverbianus Souverbie, 1860
- Donax spiculum Reeve, 1855
- Donax spinosus Gmelin, 1791
- Donax striatus Linnaeus, 1767
- Donax szemiani Oostingh, 1931
- Donax texasianus Philippi, 1847
- Donax ticaonicus Hanley, 1845
- Donax tinctus Gould, 1850
- Donax townsendi Sowerby III, 1894
- Donax transversus G. B. Sowerby I, 1825
- Donax trifasciatus (Linnaeus, 1758)
- Donax trunculus Linnaeus, 1758
- Donax variabilis Say, 1822
- Donax variegatus (Gmelin, 1791)
- Donax vellicatus Reeve, 1855
- Donax veneriformis Lamarck, 1818
- Donax venustus Poli, 1795
- Donax verdensis Cosel, 1995
- Donax veruinus Hedley, 1913
- Donax victoris Fischer-Piette, 1942
- Donax vittatus (da Costa, 1778) (het zaagje)